# Marek Makowski (wicewojewoda)
Marek Makowski (ur. 1952) – polski polityk, w latach 1990–1992 wicewojewoda płocki.

## Życiorys
Zawodowo związany z branżą przemysłową. Pracował w Fabryce Maszyn Rolniczych „Agromet-Kraj” w Kutnie. 15 lipca 1990 powołany na stanowisko pierwszego niekomunistycznego wicewojewody płockiego. Odwołany ze stanowiska z dniem 12 czerwca 1992 na wniosek wojewody Jerzego Wawszczaka.